# Parathalassius
Parathalassius is een geslacht van insecten uit de familie van de dansvliegen (Empididae), die tot de orde tweevleugeligen (Diptera) behoort.

## Soorten
- P. aldrichi Melander, 1906
- P. blasigii Mik, 1891
- P. candidatus Melander, 1906
- P. melanderi Cole, 1912